# Taşlık, Kıbrıscık
Taşlık là một xã thuộc huyện Kıbrıscık, tỉnh Bolu, Thổ Nhĩ Kỳ. Dân số thời điểm năm 2010 là 39 người.